# Styloniscus simplex
Styloniscus simplex är en kräftdjursart som beskrevs av Albert Vandel 1981. Styloniscus simplex ingår i släktet Styloniscus och familjen Styloniscidae. Inga underarter finns listade i Catalogue of Life.